# Àngel Dealbert Ibáñez
Àngel Dealbert Ibáñez (nascut a Castelló de la Plana l'1 de juliol de 1983 i d'ascendència belloquina), és un futbolista professional valencià. Ha format part del CE Castelló des de les categories inferiors fins a debutar la temporada 2001-2002 amb el primer equip. Actualment, juga per al FC Kuban Krasnodar de Rússia.

## Trajectòria
Dealbert va entrar en el CE Castelló en edat infantil. Quan tenia desset anys, encara jugant per al juvenil, va començar a fer entrenaments amb el primer equip. A la pretemporada següent (2001/02) ja era un membre de dret, jugant com a central o pivot defensiu. Però aquell va ser el més complicat dels onze anys que el CE Castelló passà a la Segona B. El seu debut es produí el 20 d'abril de 2002. Els orelluts visitaven el Benidorm, equip que ocupava plaça de promoció de descens tres punts per sota dels albinegres. Dealbert eixí com a membre del trivot inicial que montà Santi Palau. Disputà dos partits més aquella temporada (incloent-hi el 0-5 del Novelda CF al Nou Castàlia), però tant Àngel com el seu equip sobrevisqueren a la Segona B aquella terrible temporada.
Amb l'arribada d'Oltra la situació esportiva en el club de Plana s'invertí radicalment. Després d'anys de fracassos esportius, s'aconseguiren tres lliguetes de promoció de forma consecutiva. Dealbert fou suplent en aquella primera temporada, en la qual el CE Castelló obtingué el rècord d'imbatibilitat de la categoria. La parella de centrals del Nou Castàlia era una de les millors de la divisió de bronze: la formada per Pepe Mora i el gallec Miguel Figueira. Però ja des de la 2003/04 Àngel Dealbert assolí un lloc en l'eix de la defensa que conservaria per moltes temporades.
Quan Àngel jugava la seva darrera temporada a la Segona divisió B, el Deportivo Alavés, controlat per Dimitr Piterman, es va interessar per contractar el defensa castellonenc a l'hivern de 2004. Finalment, les diferències monetàries entre els dos clubs es feren insalvables quan des del CE Castelló es demanà una quantitat propera als 300.000 euros. Tot plegat va permetre que Dealbert continués a la Plana per a aconseguir, sis mesos després, l'ascens a Segona divisió.
Ja en la divisió de plata i malgrat les noves incorporacions, Dealbert s'ha consolidat com un dels jugadors més importants del primer equip. A més a més, es tracta del primer capità i un exemple per als joves valors del planter albinegra. Amb la tornada de Pepe Mora l'estiu de 2005, han format una de les parelles de centrals més longeves de la història del club, a banda d'esdevenir una de les més sòlides de la categoria. Actualment, es tracta d'un fet quasi anacrònic, en estar integrada per dos jugadors formats futbolísticament al club de la ciutat on varen nàixer.
El 2009, any que va acabar contracte amb els de la Plana, va fitxar pel València CF.

### Internacional
Dealbert fou convocat amb la selecció valenciana pel partit que l'enfronta el 27 de desembre de 2003 a Camerun. L'amistós es disputava al Nou Castàlia i José Luis Oltra, juntament amb Xavier Subirats, era el tècnic, pel que el jove central estava en un ambient prou familiar. Va tindre l'oportunitat de disputar la segona part completa d'un partit que no va alçar massa interès a la ciutat, amb una entrada de tan sols 3.000 persones.

## Estadístiques
| Club          | Temporada     | Divisió       | Lliga   | Lliga | Copa    | Copa | Total   | Total |
| Club          | Temporada     | Divisió       | Partits | Gols  | Partits | Gols | Partits | Gols  |
| ------------- | ------------- | ------------- | ------- | ----- | ------- | ---- | ------- | ----- |
| CE Castelló B | 2001/02       | Tercera       | ?       | ?     | —       | —    | ?       | ?     |
| CE Castelló B | Total         | Total         | ?       | ?     | —       | —    | ?       | ?     |
| CE Castelló   | 2001/02       | Segona B      | 3       | 0     | 0       | 0    | 3       | 0     |
| CE Castelló   | 2002/03       | Segona B      | 7       | 0     | 0       | 0    | 7       | 0     |
| CE Castelló   | 2003/04       | Segona B      | 39      | 2     | 0       | 0    | 39      | 2     |
| CE Castelló   | 2004/05       | Segona B      | 28      | 0     | 1       | 0    | 29      | 0     |
| CE Castelló   | 2005/06       | Segona A      | 21      | 0     | 0       | 0    | 21      | 0     |
| CE Castelló   | 2006/07       | Segona A      | 35      | 0     | 1       | 0    | 36      | 0     |
| CE Castelló   | 2007/08       | Segona A      | 37      | 0     | 0       | 0    | 37      | 0     |
| CE Castelló   | 2008/09       | Segona A      | 40      | 0     | 3       | 0    | 43      | 0     |
| CE Castelló   | Total         | Total         | 210     | 2     | 5       | 0    | 215     | 2     |
| Total carrera | Total carrera | Total carrera | 210     | 2     | 5       | 0    | 215     | 2     |

## Altres mèrits
- 1 Trofeu Planelles (millor jugador del CE Castelló): temporada 2007/08.